# Брайтбрунн
Брайтбрунн (нім. Breitbrunn) — громада в Німеччині, розташована в землі Баварія. Підпорядковується адміністративному округу Нижня Франконія. Входить до складу району Гасберге. Складова частина об'єднання громад Ебельсбах.
Площа — 12,41 км2. Населення становить 1024 ос. (станом на 31 грудня 2020).

## Галерея

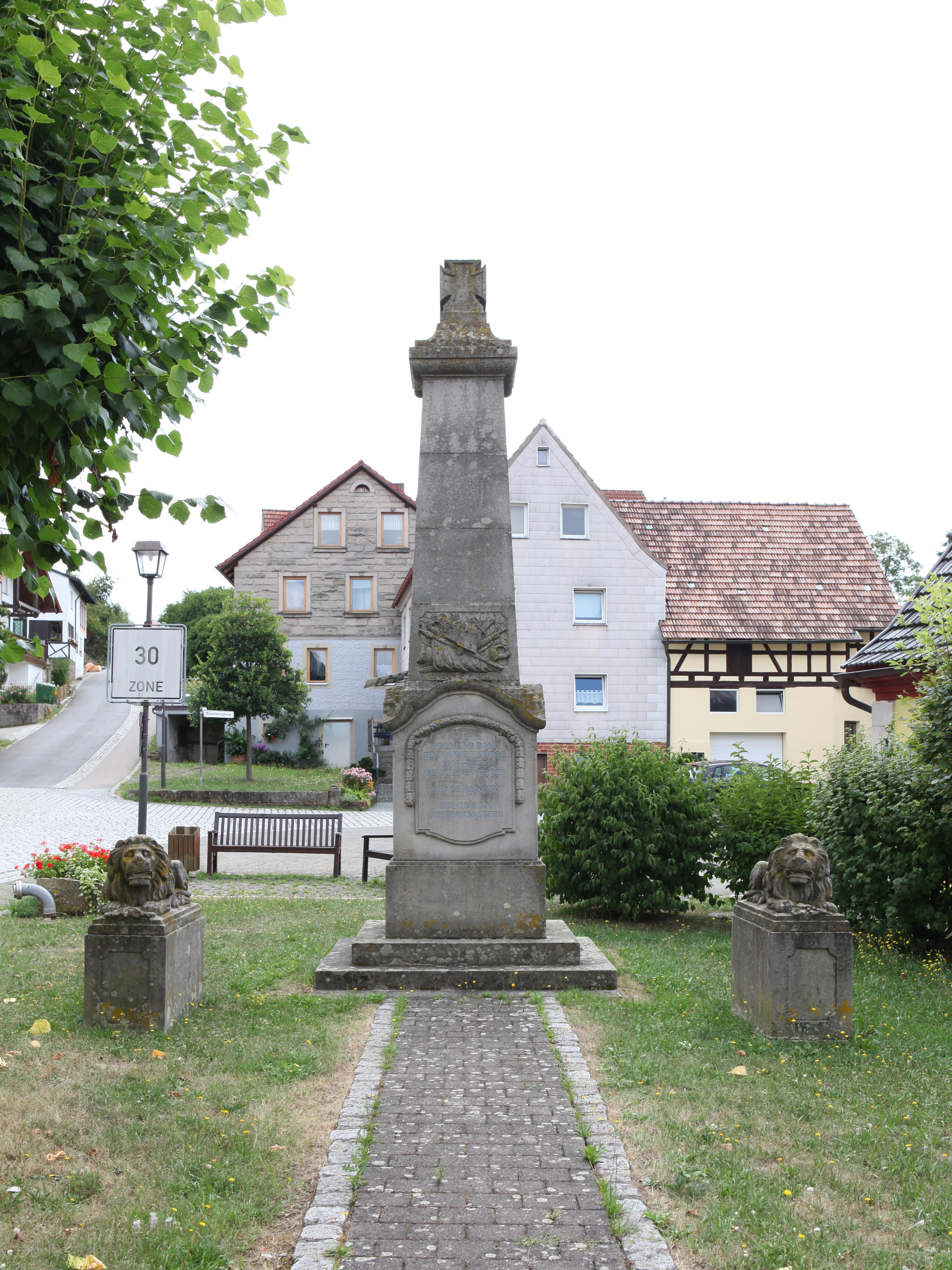